# 木之本郵便局
木之本郵便局（きのもとゆうびんきょく）は、滋賀県長浜市にある郵便局。民営化前の分類では集配特定郵便局であった。

## 概要
住所：〒529-0499 滋賀県長浜市木之本町木之本1950-1

## 沿革
- 1872年3月9日（明治5年2月1日） - 木ノ本郵便取扱所として開設[1]。
- 1874年（明治7年）7月 - 木ノ本郵便役所となる。
- 1875年（明治8年）1月1日 - 木ノ本郵便局（四等）となる。
- 1882年（明治15年）7月16日 - 為替・貯金取扱を開始。
- 1893年（明治26年）2月16日 - 木ノ本郵便電信局となる。
- 1903年（明治36年）4月1日 - 通信官署官制の施行に伴い木ノ本郵便局となる。
- 19xx年 - 木之本郵便局に改称。
- 1959年（昭和34年）3月 - 局舎新築落成。
- 1967年（昭和42年）2月15日 - 川合郵便局[2]から和文電報配達事務を移管[3]。
- 1969年（昭和44年）11月21日 - 電話交換、和文電報配達、欧文電報受付・配達、国際電報受付・配達の各業務を、木之本電報電話局に移管。
- 2007年（平成19年）10月1日 - 民営化に伴い、併設された郵便事業長浜支店木之本集配センターに一部業務を移管。
- 2012年（平成24年）10月1日 - 日本郵便株式会社発足に伴い、郵便事業長浜支店木之本集配センターを木之本郵便局に統合。

## 取扱内容
- 郵便、印紙、ゆうパック、内容証明
- 貯金、為替、振替、振込、国際送金、国債
- 生命保険、バイク自賠責保険
- ゆうちょ銀行ATM
- 長浜市のうち、旧・木之本町内の集配業務

## 周辺
- 長浜市役所 木之本支所
- 木之本警察署
- 滋賀県立伊香高等学校
- 長浜市立木之本中学校
- 長浜市立木之本小学校
- 木之本地蔵院
- 国道8号、国道303号、国道365号

## アクセス
- JR北陸本線 木ノ本駅から南へ約600m（徒歩約9分）
- 湖国バス 木之本町役場停留所下車
- 北陸自動車道 木之本ICから東へ約1km
- 駐車場あり：6台